# Szerep
Szerep é um município da Hungria, situado no condado de Hajdú-Bihar. Tem 56,04 km² de área e sua população em 2015 foi estimada em 1.596 habitantes.